# Nokia 3310
Nokia 3310 är en mobiltelefon tillverkad av Nokia. Den började produceras år 2000 och är en av världens mest sålda mobiltelefoner, tillverkad i 126 miljoner exemplar. Modellen är näst intill identisk med Nokia 3330 men har till skillnad från denna inte något stöd för WAP. Bland de funktioner som medföljer telefonen kan nämnas SMS, klocka, spelet snake och alarm. Med hjälp av telefonens sifferpanel är det möjligt för användaren att generera egna ringsignaler. Standardskalen för 3310 är enfärgat vinröda, vita och marinblå men det finns även möjlighet att byta ut dessa mot skal i andra färger och/eller mönster.
Fyra spel följer med: Snake II, Pairs II, Space Impact och Bantumi. Spelet Pairs II finns i två versioner, med respektive utan tidsbegränsning.

## Design
3310:an utvecklades på Nokias kontor i Köpenhamn. Det är en kompakt och hållbar mobil som framhäver den 84 × 48 pixel klara svartvita bildskärmen. Den har en lättare batterivariant på 115 gram som har färre 'kännetecken'; till exempel batteriversionen på 133 gram har en startbild med två händer som nuddar varandra, medan 115-gramsversionen inte har det. Det är en lätt rundad rektangulär mobil som vanligtvis hålls i handflatan, och sedan används tummen för att trycka på knapparna. Den blå knappen är den man huvudsakligen använder för att välja alternativ, med "C" som en tillbaka- eller raderarknapp. Upp- och nerknapparna navigerar man med. På/av-knappen är en stel svart knapp på toppen av telefonen.

## Nyversion
Den 27 februari 2017 utannonserades en nyversion av 3310:an, nu med en 2-megapixelkamera och modernare gränssnitt. Priset sattes till 49 euro. Telefonerna började säljas i Finland den 31 maj 2017.